# Salvestaden
Salvestaden, også kendt som Medeltidsstaden Salve, var et frilandsmuseum ca. 5 km uden for Kalmar i Sverige. Museet var bygget op som en mindre del af en middelalderby.
Besøgende havde mulighed for at udføre middelalderlige aktiviteter som bueskydning, væbnerskole, middelalderlig brødbagning og maling, designe skjolde og sværd og se katapult-affyring.
Museet er blevet kritiseret for sin formidling, hvor autentisk tøj og moderne genstande som løbesko og briller blev blandet sammen. Museet gik konkurs i 2011.

## Historie
I 1997 blev Tv-serien Salve optaget i Kalmar i forbindelse med 600-året for Kalmarunionen. Folk flokkedes om optagelserne, og serien blev også en succes, da den blev sendt. Dette fik Kalmar Kommune til at beslutte sig for at oprette en middelalder-temapark. Med kulisserne fra tv-serien opbyggede man en middelalderby kaldet Salvestaden uden for Kalmar Slot.
I begyndelsen var konceptet en succes, og i 2002 blev det besluttet at gøre byen permanent, med håb om at den kunne etableres med et engangsbeløb og kunne betale sig hjem i løbet af tre år. Museet blev opbygget med Middelaldercentret ved Nykøbing Falster som forbillede og fik både 4,9 millioner i tilskud fra kommunen og 2,4 mio fra EU som en del af projektet "Ancient Times". Projektet indbefattede lignende museer i Nordeuropa, der udover Middelaldercentret i Danmark talte Lofotr Vikingmuseum på Borg i Lofoten i Norge, Slawendorf Passentin i Tyskland og Cesis i Letland.
Det var planen at omkring 75.000 besøgende skulle lægge vejen forbi, men i sommeren 2004 kom kun 23.000, hvorfor museet søgte om flere penge til at opretholde driften. I 2005 havde museet et underskud på ca. 1 mio. I 2006 havde man kalkuleret med 45.000 besøgende, men der kom kun omkring 14.000, hvilket gav et underskud på 4,4 mio.
I august 2006 blev det besluttet, at byen skulle sælges, og den blev købt af det nydannede Kalmar AB for 2 mio.
Projektet har været et varmt politisk emne i Kalmar, og det er blevet anslået, at kommunen har mistet mindst 10 mio. svenske kroner på projektet. I 2009 fik museet igen nye ejere, der forsøgte at drive byen videre, men på trods af dette gik museet konkurs i efteråret 2011, hvorefter inventaret blev solgt.
Via samarbejdet Ancient Times havde Salvestaden et samarbejde med Middelaldercentret, som var med til at bygge et to etagers bindingsværkshus i byen. Det var ca. 11 m × 6 m og 13 meter højt og var byens stolthed ved færdiggørelsen i 2006. Middelaldercentret købte efterfølgende bindingsværkshuset ved konkursen for 70.000 svenske kroner. Huset blev herefter taget ned og bragt til Middelaldercentret, hvor det bliver genopført som en del af middelalderbyen dér.